# 조면기

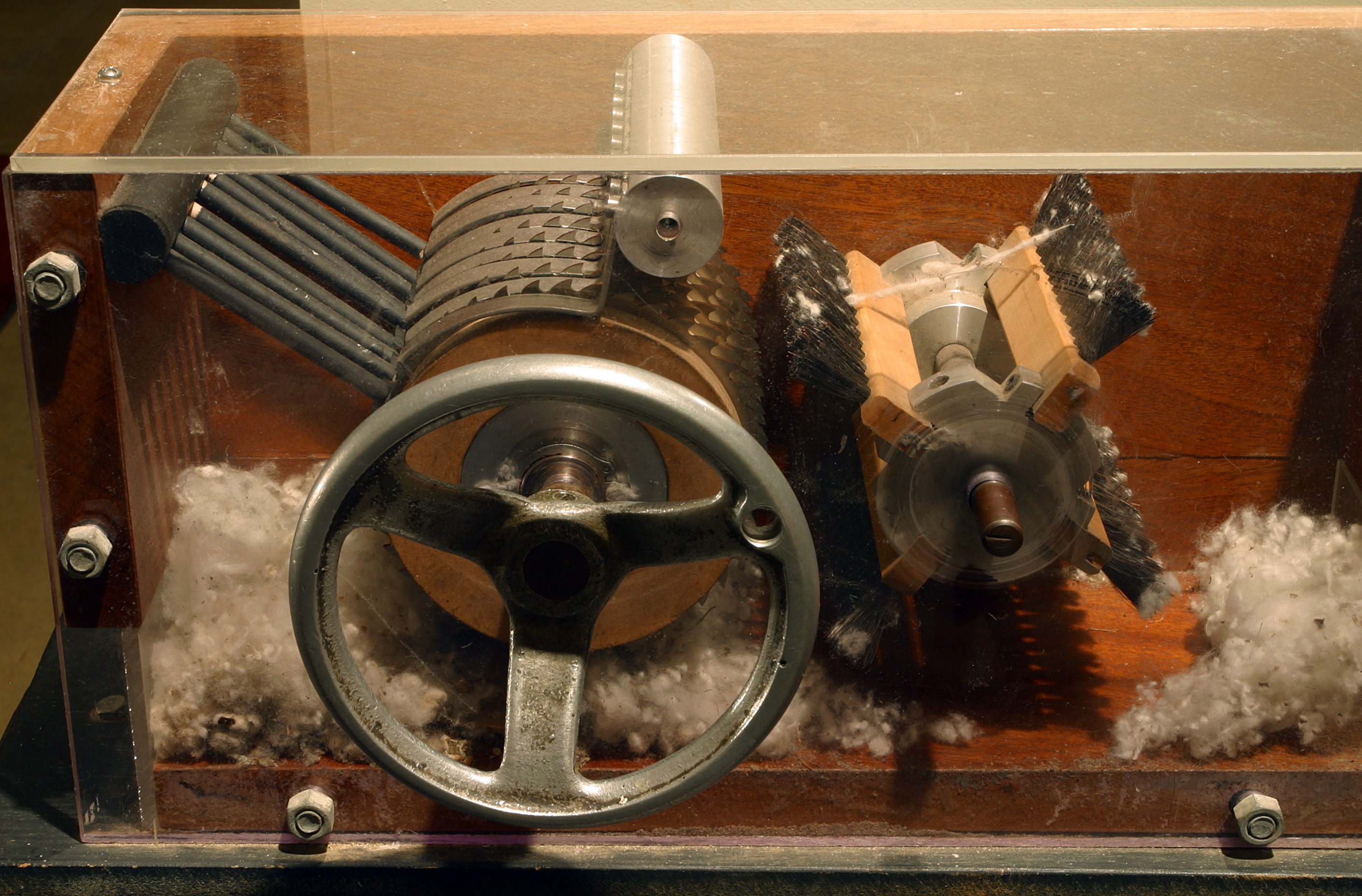
일라이 휘트니 박물관에 있는 19세기 조면기

조면기(繰綿機)는 면화에서 씨앗을 분리하는 기계이다. 고대 인도에서 발명되어 사용되었으나 일부 품종에서만 작업이 가능한 한계가 있었는데, 1793년 미국인 일라이 휘트니에 의해서 성능이 개량된 조면기가 고안되었다. 휘트니의 조면기로 인해 미국 남부지역의 면화 산업에 대변혁이 일어났다.
휘트니가 개량한 조면기는 매우 혁신적이었고 구조가 단순하여 단기간에 널리 보급되었다. 그의 조면기 발명은 북미 면화 산업의 성장을 자극했다. 미국 남부의 면화생산량이 급격히 증가하였고 면화재배에 대규모 플랜테이션 농장들이 들어서게 되었다. 이후 면화는 미국의 수출품중 절반을 차지할 정도가 되며 미국을 면화왕국으로 만들었다. 아울러 쇠퇴해가던 노예제도가 되살아나 아프리카 흑인 노예가 크게 증가하였고 노예제는 미국 남부지역에 확고히 뿌리 내리게 되었다.

## 역사

### 고대 인도
조면기는 면화에서 씨를 제거하는 단순한 기계로, 고대 인도에서 발명된 이래 계속 사용되고 있었다. ‘샤카(charka)’라고 불린 이 기계로 두 개의 기다란 목제 원통으로 구성되어 있었다. 이탈리아와 스페인에서는 망가넬로(manganello)로 불린 이 기계는 18세기에 디드로(Denis)가 주동이 된 《백과전서》에 수록되기도 했으며, 미국을 비롯한 여러 목화재배 지역에서도 이미 사용하고 있었다. 그러나 성능 개선이 이루어지지 않아 장모품종 작업에만 사용되었을뿐 미국 남부내륙지역에서 생산되는 단모품종은 기존의 조면기로 씨앗을 제거할 수 없었다. 그래서 내륙에서 잘 자라는 단모품종 면화는 노예들이 직접 씨앗제거 작업을 했기 때문에 생산성과 수익성이 떨어졌다.

### 휘트니의 발명

#### 성능 개량
1793년 미국인 일라이 휘트니는 성능이 크게 개선된 조면기를 만들어 다음해인 1794년에 발명특허를 취득했다. 그는 대학졸업후 면화농장이 많은 조지아에서 가정교사를 하고 있었다. 부업으로 면화농장의 기계수리를 하던중에 기존의 조면기를 개량하여 1793년에 단모품종도 씨앗제거가 가능한 조면기를 개발하게 되었다. 그의 조면기는 톱날 모양의 이를 가진 원통과, 목화씨보다 약간 작은 홈이 나있다. 원통을 회전시키면 원통의 둘레에 박혀 있는 톱날 모양의 뾰족한 철사끝이 홈 위에 있는 목화의 면모(綿毛)만을 홈을 통해서 밖으로 뽑아내고, 씨는 홈 위에 남는 단순한 구조였다.

#### 보급과 영향
개량된 조면기는 하루에 50명분의 작업량을 소화해냈으며, 훗날 더욱 성능을 개량한 모델은 초창기의 조면기에 비해서 일의 효율이 50배나 향상되었다. 휘트니의 조면기가 널리 보급되면서 미국의 원면 생산량은 크게 증가하였다. 발명한지 1년 만에 미국의 원면 수확량은 50만 파운드에서 80만 파운드로 증가했다. 이어 1800년에는 350만 파운드, 1810년에는 9,300만 파운드, 1825년에는 2억 2,500만 파운드, 1860년에는 23억 파운드를 기록했다. 기존에 남부지역의 주요작물이었던 담배가 과잉생산으로 값이 폭락하였는데 그 대체작물로 면화가 부상하였다. 휘트니의 조면기 덕분에 면화재배의 수익성이 크게 증가하자 급격히 재배면적이 늘어나 미국이 농업강국이자 면화왕국이 되었다. 당시 전세계적으로 양모 대신 면직물으로의 의복혁명이 일어나고 있었기 때문에 면화의 수요는 폭발적이었다.
급격히 생산량이 늘어나면서 미국 남부내륙지역은 단일 작물을 대규모로 재배생산하는 플랜테이션 농장들이 본격적으로 들어서기 시작했다. 1820년 이후 면은 미국 수출의 절반 이상을 차지하며 최고 수출품이 되었고 영국에서 필요한 면의 약 80%를 미국 남부가 제공했다. 담배생산 감소로 한동안 감소세를 보이던 흑인노예 수도 계속해서 늘어났다. 1808년 이후 노예무역이 금지되었기 때문에 불법으로 노예가 유입되었고 노예 수급이 점차 어려워지자 '노예번식산업'도 생겨났다. 미국 남부지방의 노예 수는 1790년에 약 70만 명이었지만, 조면기가 발명된 이후에 급속히 증가하여 1850년에는 320만 명을 기록했다. 노예 가격도 1790년 300달러에서 1850년 2,000달러로 뛰었다. 흑인 노예에 대해 북부보다 더 동정적이던 남부인들의 생각도 변하여 노예제도 폐지론은 자취를 감추었다. 수탈과 인권 말살, 지독한 인종 차별이 발생하였고 노예제가 남부지역에 확고하게 뿌리를 내리게 되었다.

#### 평가
휘트니의 조면기는 실용적이고 혁신적이기는 했지만, 매우 단순한 기계였기 때문에 쉽게 제작할 수 있었다. 혁신적인 기계 하나로 역사의 물줄기를 바꾸어 놓았다는 평가도 있다. 이 단순한 기계는 미국 남부의 목화산업 생산성을 최대 1천500배까지 늘린 미국 산업혁명의 견인차 중 하나였다. 또한 면화재배에 플랜테이션 농업경영 방식이 도입되면서 필요한 노동력을 보충하기 위해 노예수요의 급증을 초래하였다. 이는 의도한 바는 없었으나 남부지역에 노예제가 확고하게 정착하게 만들었으며 훗날 미국 남북 전쟁의 간접적인 원인이 되었다는 평가도 있다.

### 맥카시 조면기
휘트니의 조면기는 단모품종 면화에서 씨앗제거 작업에 용이한 반면, 장모품종 면화에서 섬유질을 손상시켰다. 1840년 폰스 맥카시는 이런 단점을 개선한 "스무스 실린더 코튼진"에 대한 특허를 취득했다. 맥카시의 조면기는 단모와 장모품종 면화를 함께 작업할 수 있게 개선되었지만 장모품종 면화의 가공에 특히 유용했다. 1861년 맥카시의 특허가 만료된 후, 맥카시 타입의 조면기는 영국에서 제작되어 전 세계에 판매되었다. 매카시 조면기는 플로리다, 조지아, 사우스캐롤라이나에서 재배되는 아일랜드 품종의 특장 면화 작업에 많이 사용되었다. . 그것은 오래된 진보다 몇 배 더 빨리 목화를 닦았고, 말 한 마리로 작동하면 하루에 150에서 200파운드를 작업할 수 있었다. 맥카시 조면기는 보풀에서 씨앗을 분리하기 위해 왕복 칼을 사용했다.

## 같이 보기
- 면실유
- 면섬유